# Maksymilian Maria Kolbe
Maksymilian Maria Kolbe, nascut com a Rajmund Kolbe i venerat com a Sant Maximilià Maria Kolbe (Zduńska Wola, (Polònia, aleshores part de l'Imperi Rus), 8 de gener de 1894 - Auschwitz, 14 d'agost de 1941), era un frare franciscà conventual polonès que va oferir-se a morir en comptes d'un pare de família en el camp de concentració nazi d'Auschwitz. Venerat per l'Església catòlica, va ser canonitzat el 1982.

## Biografia
De petit havia tingut una visió on la Mare de Déu de Czestochowa li oferia dues corones: una blanca per la santedat i puresa, i una de vermella pel martiri. Li va dir que en triés una i el noi va escollir-ne les dues. Va voler ser prevere en la comunitat de franciscans conventuals. Va ser ordenat sacerdot el 29 d'abril de 1917.
El 1917, va fundar la Missió de la Immaculada: els seus membres s'han de lliurar totalment a la Immaculada per tal d'esdevenir un instrument en les seves mans. Va fundar, el gener de 1922 la revista El cavaller de la Immaculada. L'agost de 1927 va fundar Niepokalanow, «la ciutat de la Immaculada», prop de Varsòvia, on arribaran a viure uns 800 religiosos. Impulsa i posa en funcionament una editorial i una emissora de ràdio (ell mateix era radioaficionat amb l'indicador SP3RN) destinades a promoure la veneració de la Mare de Déu, particularment en l'advocació de la Immaculada Concepció.
Va viure alguns anys al Japó, on va fer activitats similars. El 1939, la seva comunitat donà alberg als refugiats polonesos, jueus inclosos. El 17 de febrer de 1941 és arrestat per la Gestapo i traslladat el maig al camp d'Auschwitz, amb el número de matrícula 16670.
Es va interessar per l'idioma esperanto. Avui és reconegut com a patró dels esperantistes catòlics, juntament amb Titus Brandsma.

## Mort
El juliol de 1941, un home va desaparèixer del bloc 14, on hi havia el pare Kolbe (després es va trobar el cos del desaparegut ofegat a les latrines del camp). Com a represàlia, els nazis van triar deu presoners del mateix barracó i els van condemnar a morir de fam. Un dels condemnats, Franz Gajowniczek, era pare de família; el pare Kolbe va demanar de substituir-lo: ell moriria en el seu lloc. Els nazis van acceptar-ho i els deu presoners, entre els quals Kolbe, van ser tancats en un búnquer subterrani sota del barracó. Després de dues setmanes sense menjar, només Kolbe i tres dels deu homes vivien. Van ser executats amb una injecció de fenol. Els cossos van ser cremats en un forn el 15 d'agost. Franz Gajowniczek va sobreviure al camp i a la guerra i no va morir fins al 1995.

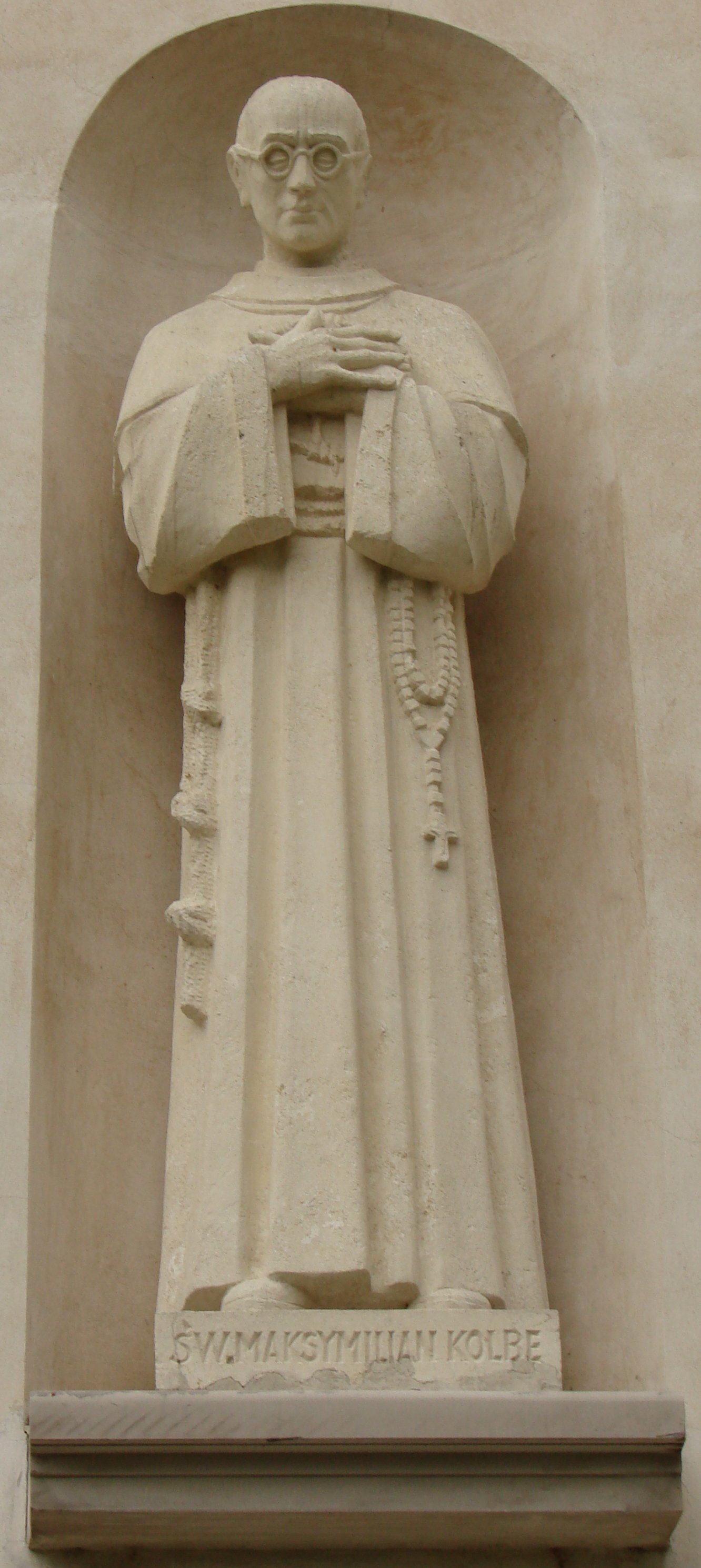
Escultura a Muszyna (Polònia)
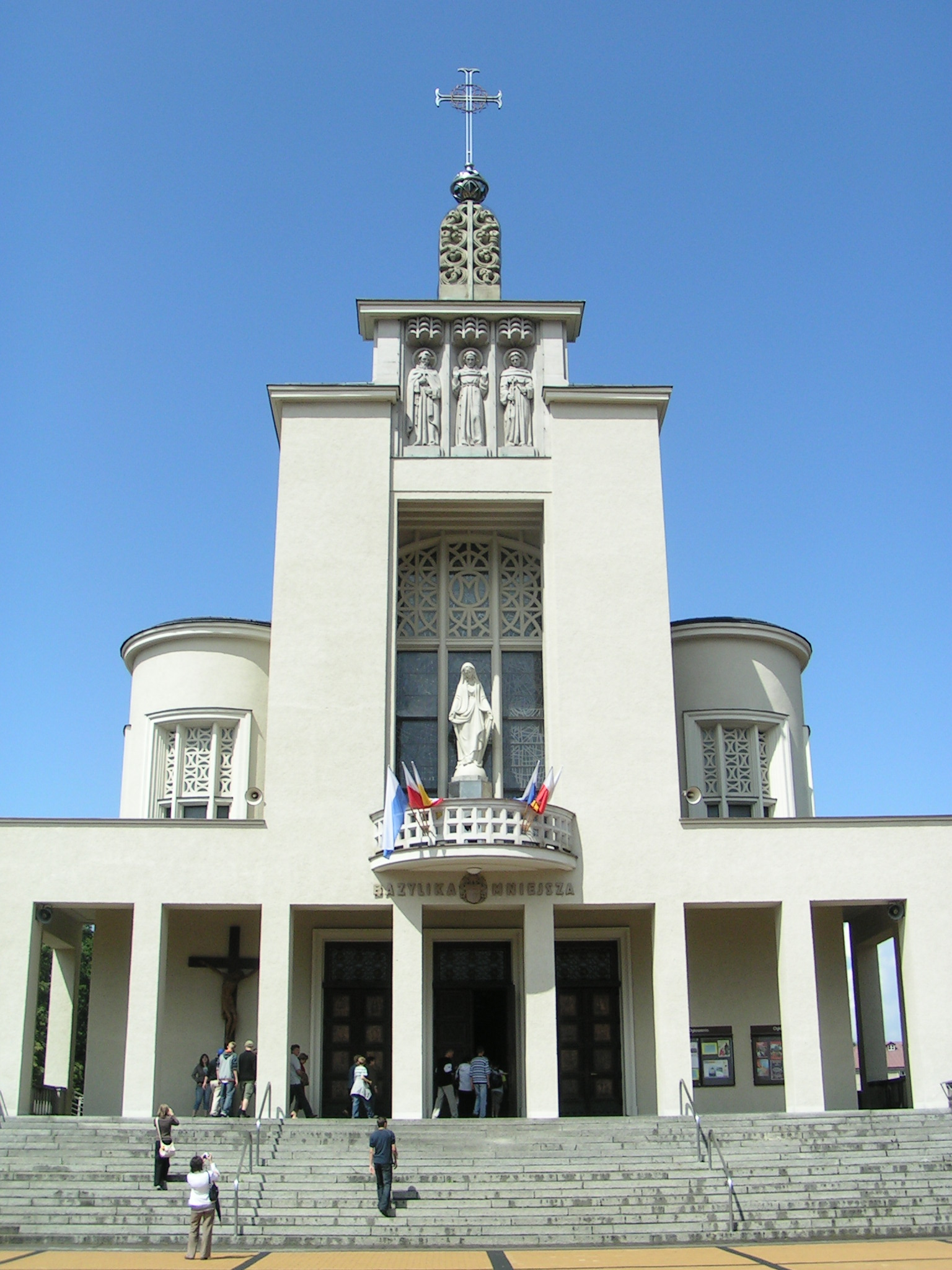
Església de la Immaculada de Niepokalanów, fundada pel sant
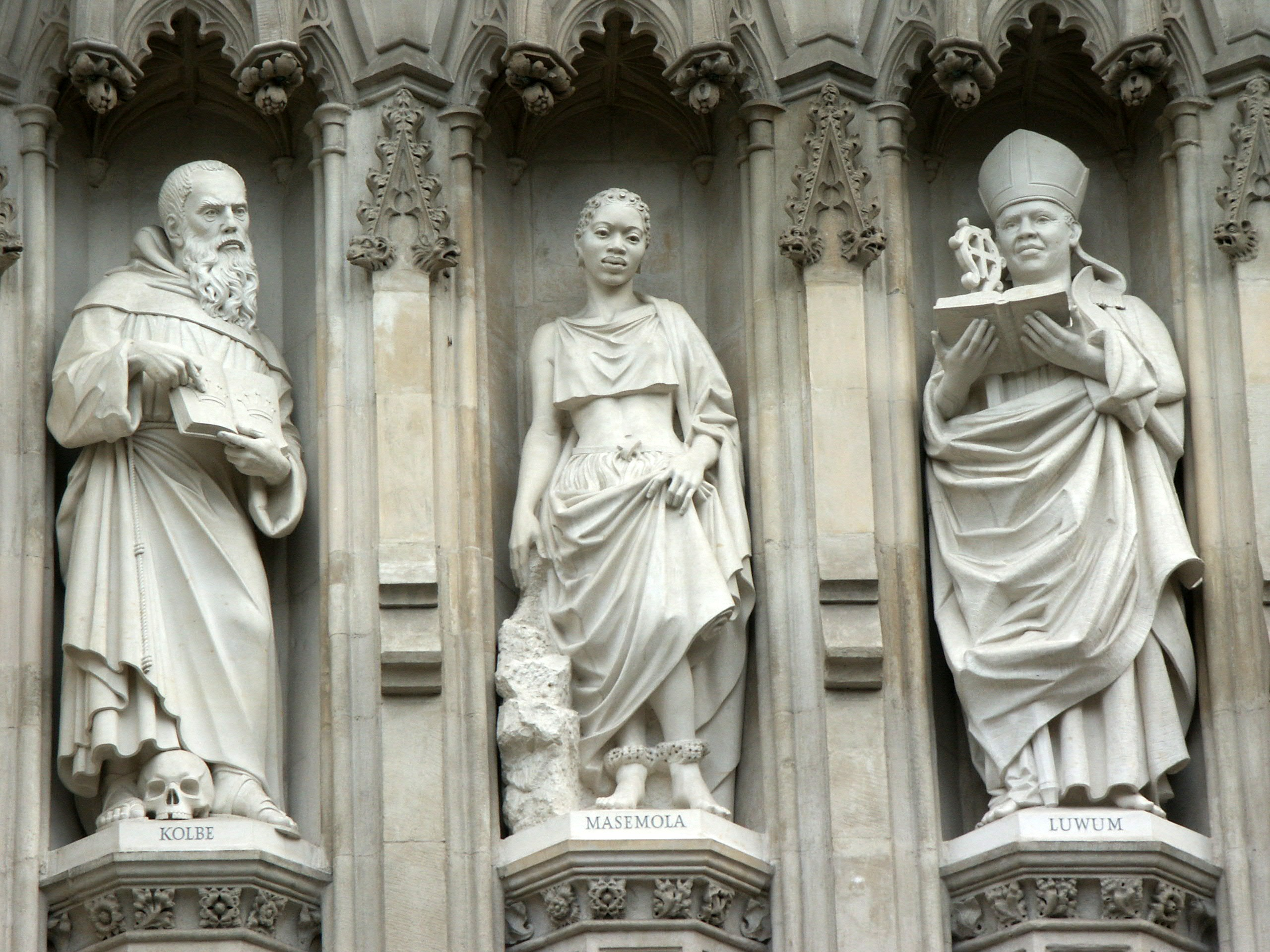
Escultura del sant a l'Abadia de Westminster, a l'esquerra

## Culte
Maximilian Kolbe va ser beatificat com a confessor el 1971. El 10 d'octubre de 1982 va ser canonitzat com a màrtir per Joan Pau II. També és respectat com heroi pels anglicans: el 1998, a la façana occidental de l'Abadia de Westminster es col·locà una estàtua seva, entre d'altres de màrtirs del segle xx. Joan Pau II el proclamà "sant patró del nostre difícil segle".
Krzysztof Zanussi va rodar una pel·lícula sobre la seva vida el 1991.